# Equus caballus antunesi
Sous-espèce
Equus caballus antunesi est une sous-espèce préhistorique du Cheval (Equus caballus).

## Systématique
La sous-espèce Equus caballus antunesi a été décrite en 1989 par les paléontologues João Luis Cardoso (d) et Véra Eisenmann (d).

## Découverte
Les ossements ont été découverts sur trois sites portugais dans le massif calcaire au nord du Tage.

## Étymologie
Son nom de sous-espèce, antunesi, lui a été donné en l'honneur de Miguel Telles Antunes, professeur à l'Université nouvelle de Lisbonne.

## Publication originale
- J. L. Cardoso et V. Eisenmann, « Equus caballus antunesi, nouvelle sous-espèce quaternaire du Portugal », Palaeovertebrata, vol. 19, no 2,‎ 30 octobre 1989, p. 47-72 (ISSN 0031-0247 et 2274-0333, lire en ligne).